# The Shed/Prophet Five
The Shed este o organizație criminală în serialul de televiziune Alias. Liderul ei a fost, inițial, Gordon Dean, iar mai târziu Kelly Peyton, deși amândoi răspundeau unui grup mai mare: Prophet Five. Prophet Five era un fel de grup conspirator în cel de-al cincilea sezon din Alias. Sediul organizației Prophet Five se afla în Barcelona, Spania, care mai avea birouri ale grupului Shed în Praga, Cleveland, Seattle, Chicago și St. Louis.

### Istorie
Prophet Five a fost început, cândva în timpul anilor 1970, de către Oskar Mueller, ca un proiect finanțat de o fundație privată. La acest proiect au luat parte cei mai buni matematicieni, lingviști, oameni de știință și criptologi; printre aceștia, James Lehman și tatăl lui André Michauxau au fost recrutați pentru a descifra o secțiune dintr-un manuscris din secolul al XV-lea, cunoscut sub numele de Profeta Cinque (Al ciniclea profet), scris într-un cod aparent indescifrabil. Manuscrisul a fost descifrat și s-a descoperit faptul că se referea la proteine, necleotide și amino-acizi -genetică avansată cu mult înainte pentru acea vreme. Lehman și Michaux au presupus că erau testați și și-au prezentat descoperirile unui comitet. Proiectul a fost oprit, iar oamenii care lucraseră la el au fost trimiși la viețile lor de dinainte. 
Între timp, tatăl lui Renée Rienne, Luc Goursaud, a fost implicat într-o altă parte a proiectului, ca subiect pentru testele făcute de către Doctorul Aldo Desantis. Pentru acest lucru a fost plătit cu foarte mulți bani. Nu se știe ce a fost testat, dar treizeci de ani mai târziu, Desantis a ieșit dintr-un sicriu criogenic arătând la fel ca și tatăl lui Renée. Este posibil ca Prophet Five să fi făcut experimente pe tatăl lui Renée, pentru a îmbunătăți tehnicile de dublare, probabil pe descoperirile făcute de Lehman și Michaux din manuscris. Tatăl lui Renée a descoperit ceva despre aceste experimente care l-au îngrijorat; de aceea a fugit împreună cu fiica sa în Europa, dar până la urmă a fost capturat de Desantis. Renée a fost martoră la acest eveniment și a jurat să se răzbune. 
Câteva săptămâmi după ce Lehman și Michaux au fost informați că proiectul a fost oprit, Michaux l-a contactat pe Lehman. Michaux începuse să observe că acei oameni care lucraseră la proiect au început să moară în accidente misterioase. De aceea s-a hotărât să își schimbe numele și să se ascundă dându-se drept altcineva (Bill Vaughn) și l-a sfătuit pe Lehman să facă același lucru. 
Potrivit Irinei Derevko, Prophet Five era doar un mit. Dar, cam în același timp când s-au petrecut evenimentele din Sovogda, a început să se răspândească vestea cum că această organizație și-a reînceput activitatea. Scopul lor era un obiect cunoscut sub numele de "The Horizon", iar informațiile necesare pentru a-l găsi se aflau în vechile dosare SD-6. Prophet Five a răpit-o și hipnotizat-o pe Sydney Bristow, care văzure mai demult o schiță a SD-6. Sydney le-a dat coordonate false, dar apoi Irina a păcălit-o să îi spună ei adevăratele coordonate -o cutie de valori din Vancouver, Canada. Irina a trădat organizația Prophet Five și a dispărut cu "The Horizon". Principalul scop al Prophet Five se învârtea, de asemenea, în jurul profetului din secolul al XV-lea, Milo Rambaldi. În finalul serialuli, scopul organizației Prophet Five rămâne un mister, deoarece Kelly Peyton îi omoară pe cei doisprezece lideri din ordinele lui Sloane. Deoarece scopul Irinei și al lui Sloane a fost nemurirea, se poate presupune că acesta a fost și cel al liderilor Prophet Five. 

## Structură și organizare
Prophet Five era condusă de un grup format din doisprezece membri, asemănătoare în structură cu Alianța celor doisprezece. Mai mult, The Shed proceda la fel ca SD-6, cu majoritatea agenților crezând că lucra pentru o ramură secretă a CIA. Membrii organizației aveau legături cu MI6, SVR, Serviciile Secrete Franceze, Centrul de Control al Epidemiilor, companii farmaceutice și chiar CIA. Prophet Five a avut, de asemenea, o legătură cu guvernul din Coreea de Nord, deoarece Doctorul Desantis a fost transportat la un centru militar din Coreea de Nord după ce a scăpat de Renée Rienne. Cei 12 membrii controlau sectoare întregi de tehnologie, finanțe și apărare. 

### Personal

#### Alias-uri ale celor 12 lideri
- Y. Olnocvhev
- S. Danforth
- M. Aidarov
- D. Chivers
- G. Borrell Jr.
- E. Jacobs
- R. C Chadra
- PJ Pudeel
- R. Archibold III
- H. Coburn
- M. Spratt
- U. Hildaggo

(Aceste nume fac parte dintr-o listă găsită printru lucrurile Prophet Five, strânse de tatăl lui Michael Vaughn's father. Nu se știe dacă aceste nume aparțin membrilor originali, sau a celor actuali).

#### Asociați cunoscuți
- Doctor Burris
- CIA Senior Officer Davenport
- Gordon Dean
- Doctor Aldo Desantis
- Anna Espinosa
- Kheel
- McMullen
- Kelly Peyton
- Julian Sark
- Arvin Sloane

#### Foști asociați
- Irina Derevko (aliată pentru o scurtă perioadă)
- Rachel Gibson
- Luc Goursaud (tatăl lui Renée Rienne)
- James Lehman
- Bill Vaughn